# Jemma Simmonsová
Jemma Anne Simmonsová je fiktivní postava z fikčního světa Marvel Cinematic Universe, která se následně objevila i v komiksech vydavatelství Marvel Comics. Postavu vytvořili Joss Whedon, Jed Whedon a Maurissa Tancharoen. Jemma Simmons se poprvé objevila v pilotní epizodě seriálu Agenti S.H.I.E.L.D. z roku 2013. Od začátku ji v seriálu hrála Elizabeth Henstridge. V seriálu je Jemma Simmons jednou z nejlepších vědců S.H.I.E.L.D.u. Má obrovské zkušenosti, obzvláště v biologických vědách. Mnoho z jejích příběhů zahrnuje její vztah s jejím nejlepším přítelem a později manželem Leem Fitzem. V průběhu sérií se vyvíjela z relativně mladého a nezkušeného vědce S.HI.E.L.D.u na jednoho z nejvýznamnějších agentů S.H.I.E.L.D.u. Od svých kolegů se odlišuje tím, že se chladně a racionálně rozhoduje ve snaze o to, co považuje za správné.

## Fiktivní biografie
V první sérii se Jemma Simmonsová přidá do týmu agenta Phila Coulsona jako specialistka na biologii (lidskou i mimozemskou). Má úzké pouto s kolegou Leem Fitzem, kterého potkala na akademii, přičemž oba jsou nejmladšími absolventy vědecké a technické divize. Ke konci série se Fitz a Simmonsová kvůli bezpečí před dvojitým agentem Hydry, Grantem Wardem, přesunou do lékařské kapsle, kterou ale Ward vysune do oceánu. V pasti na dně oceánu vyslali Fitz a Simmonová nouzový signál a vymysleli řízenou výbušninu, která by rozbila okno a mohli by tak uniknout. Fitz nutí rozrušenou Simmonsovou, aby si vzala jedinou kyslíkovou nádrž. V tom se jí také přizná co k ní cítí a než na to stihne Simmonsová zareagovat, odpálí nálož. Po výbuchu se Fitz téměř utopí, ale Simmonsová s ním vyplave na hladinu, kde je vezme Nick Fury, který zachytil jejich signál. Fitzovi se ale vlivem nedostatku kyslíku poškodil spánkový lalok.
V druhé sérii, po "podvodním zážitku", bojuje Fitz s poškozením laloku a představuje si Simmonsovou, která opustila S.H.I.E.L.D. dříve kvůli Fitzově stavu. Později se však ukázalo, že Simmonsová pracuje v utajení v Hydře. Její identita je odhalena, ale šéf bezpečnosti Hydry, Bobbi Morseová je další tajný agent S.H.I.E.L.D.u. Zachrání Simmonsovou, ta se následně setká se zotavujícím se Fizem. Na konci série, Fitz pozve Simmonsovou na rande, ale to se neuskuteční, jelikož Simmonsovou absorbuje Monolit, který zkoumala.
Na začátku třetí série získává Fitz starodávný hebrejský svitek popisující Monolit, který absorboval Simmonsovou jako „smrt“ (hebrejsky מות), což Fitz není schopen přijmout. Neznámo pro něj, Simmonsová žije na pusté mimozemské planetě, kde narazí na pilota z NASA, který tam byl poslán v roce 2001. Simmonsová se s ním zapletla do vztahu. Fitz si uvědomí, že Monolit je portál, a s pomocí Asgarďana Elliota Randolpha a agentky Daisy Johnsonové, která je schopna otevřít na portál, najde Simmonsovou a podaří se mu jí zachránit. Síla Johnsonové portál zničí. Simmonsová později řekne Fitzovi co zažila na té pouštní planetě. Fitz a Simmonsová na konci série naplnili svůj vztah.
V čtvrté sérii je Simmonsová jedna z nejvýše postavených agentů S.H.I.E.L.D.u, který řídí Jeffrey Mace. Musí proto denně provádět testy na detektoru lži. Maceův veřejný ohlas byl vysoký, po jeho údajném hrdinství během bombardování ve Vídni, ale když Simmonsová odhalí pravdu, zbaví jí ředitel Mace všech následujících testů na detektoru.
V páté sérii unese neznámá skupina tým Coulsona, včetně Simmonsové a přemístí je do budoucnosti na vesmírnou stanici Lighthouse (v překladu Maják). Jediného koho skupina neunese je Fitz, který se k nim připojí později, díky pomoci Lance Huntera a Chronicoma Enocha. Aby se mohl dostat do budoucnosti musí se nechat zmrazit a počkat 74 let. Když se tým po splnění úkolu vrátí do současnosti, provdá se Simmonsová za Fitze a následně se ukáže, že Deke Shaw, pomocník z budoucnosti, který se omylem dostal do současnosti je vnuk Fitze a Simmonsové. Poté, co se Fitz stal obětí během závěrečné bitvy mezi Daisy Johnsonovou a Glennem Talbotem, který absorboval Gravitonium, se rozhodla Simmonsová najít současnou verzi Fitze, který je stále zmražen na palubě Enochovy lodi.
Na začátku šesté série hledá Simmonsová Fitze v hlubokém vesmíru, ale nemůže ho najít. Když Simmonsová konečně Fitze najde, Lovec Malachi ho unese. Kvůli Fitzově bezpečí se Simmonsová odevzdá Atarah, velitelce Chronicomů, aby mohla spolu s Fizem vymyslet jak cestovat časem, což po nich chtějí Chronicomové. Atarah uvězní Fitze a Simmonsovou v myšlenkovém vězení a nutí je spolupracovat při zjišťování jak cestovat časem. Oba nakonec osvobodí Enoch, kterému se podaří přemoct Atarah a další Chronicomy. Trojice se poté teleportuje pryč, ale skončí opět na planetě Kitson, kde Fitze a Simmonsovou zachrání před popravou Izel. Když už jsou na lodi, která pluje směrem k Zemi, Izel si myslí, že se proti ní Fitz a Simmonsová spikli, tak přikáže posádce, aby je odstranila. Nakonec jsou zachráněni týmem S.H.I.E.L.D.u, kterému velí nový ředitel Mack. Zatímco se snaží S.H.I.E.L.D. zastavit Izel, jsou Simmonsová a Fitz přepadeni přepadeni Lovci. Nakonec je zachrání Enoch, který jim pomůže vytvořit stroj pro cestování v čase a spolu s Fitzem postaví LMD Coulsona, který jim pomůže bojovat s Lovci.
V sedmé sérii Simmonsová pomáhá S.H.I.E.L.D.u při cestování časem, aby zabránili Chronicomům změnit historii. Během cesty minulostí Deke zjistí, že Simmonsová má paměťový implantát, který blokuje její vzpomínky na Fitze. Simmonsová je později unesena spojencem Chronicomů Nathanielem Malickem, který ji nutí odhalit kde se Fitz nachází, protože je klíčem k jejich zastavení. Když mu to Simmonsová odmítne říct, Malick se pokusí použít paměťový stroj k prohledání jejích vzpomínek, ale dozví se jen to, že ona a Fitz strávili spolu delší dobu, než se vrátili zpět v čase. Poté, co ji pustil, Simmonsová nechtěně úplně zapomene na Fitze. Následně ji Malick vezme na loď Chronicomů, kde ji Chronicomové rozpustí její paměťový implantát. Netrpělivý Malick však pošle Koru, sestru Daisy, která má za úkol násilím dostat z Simmonsové polohu Fitze, ale ta jim nakonec umožní útěk, když jí přemluví Daisy. Po seskupení na Zemi, postaví Simmonsová teleportační zařízení, které přivede Fitze z originální časové osy do této, alternativní. Když se tým spolu s Fitzem a Simmonsovou vrátí na původní časovou osu, pomáhá Fitz Simmonsové vzpomenout si, že je Enoch vzal pryč, aby mohli postavit stroj času, a že měli dceru Alyu, než se vrátili ke svému týmu. Po porážce Sibyl, novou vůdkyni Chronicomů, a Malicka vyzvednou Fitz a Simmonsová svoji dceru Alyu a rozhodnou se odejít ze S.H.I.E.L.D.u, aby ji mohli vychovat.